# Bolo de arroz
Le bolo de arroz est un muffin au riz portugais, dans les pays et régions de la lusophonie (qui comprennent le Brésil, l'Angola, le Mozambique, le Cap-Vert, Sao Tomé-et-Principe, la Guinée-Bissau, le Timor, le Timor oriental, Goa, Malacca et Macao) et dans les pays qui comptent une importante population d'immigrants portugais, comme le Canada, l'Australie, le Luxembourg, les États-Unis et la France, entre autres.